# Хедајатулах Норзад
Хедајатулах Норзад (пашт. هدايت الله نورزاد, романизовано Hedayatullah Noorzad; 27. јун 1997) авганистански је пливач чија ужа специјалност су трке леђним стилом. 

## Спортска каријера
Норзад је дебитовао на међународној сцени на светском првенству у великим базенима које је одржано у корејском Квангџуу 2019. године. На светском првенству је учествовао у квалификационим тркама на 50 леђно, где је заузео претпоследње 73. место, односно у трци на 100 леђно коју је окончао на званично последњем 63. месту.